# كلكتا نايت رايدرز
كلكتا نايت رايدرز هو فريق كريكت من مدينة كلكتا، الهند. تأسس عام 2008 ويشارك في الدوري الهندي الممتاز.

## روابط خارجية
- الموقع الرسمي
.